# Tadornins
Els tadornins (Tadorninae) són una de les subfamílies dels anàtids (família Anatidae). Molts dels seus representants tenen un aspecte intermedi entre els ànecs i les oques, amb el coll relativament llarg. Altres, amb franc aspecte d'ànec, s'han inclòs en aquest grup després d'anàlisis morfològiques o genètiques més detallats. Treballs com els de Gonzalez et al. (2009b) o el de Burgarella et al. (2010), han donat peu a la consideració d'aquests ocells com una tribu (Tadornini), dins la subfamília dels anatins (Anatinae), a més d'una reducció en el nombre de gèneres i espècies que eren assignades al grup.

## Descripció
Aus de mitjana grandària, d'aspecte que recorda a les oques, malgrat que una mica menors. La major part de les espècies tenen plomatges distintius. Unes espècies presenten dimorfisme sexual i altres no, inclús en el mateix gènere. La majoria tenen espill en l'ala, de color verd iridescent i coberteres alars blanques.

## Distribució
Es tracta d'un grup en gran manera tropical, amb distribució per l'Hemisferi Sud. Únicament dues espècies crien a zones temperades de l'Hemisferi Nord, l'ànec blanc i l'ànec canyella. També vivia a l'Hemisferi Nord la possiblement extinta espècie Tadorna cristata.
No hi ha cap espècie a Amèrica Central i del Nord.

## Hàbits
Les conductes d'ostentació són similars a les de les oques.
Alguns d'ells fan la muda de la ploma de manera seqüencial, a la manera de les oques garseres.

## Sistemàtica
Estudis genètics realitzats els darrers anys han propiciat la consideració d'aquest clade com una tribu (Anatini) dins els anàtids. Es classifiquen en 6 gèneres amb 15 espècies vives:
- Gènere Merganetta, amb una espècie: Ànec torrenter (Merganetta armata).
- Gènere Alopochen, amb una espècie viva: Oca d'Egipte (Alopochen aegyptiacus).
- Gènere Neochen, amb una espècie: Oca de l'Orinoco (Neochen jubata).
- Gènere Chloephaga, amb 5 espècies.
- Gènere Tadorna, amb 6 espècies.
- Gènere Radjah, amb una espècie: Ànec raja (Radjah radjah).